# Graves P. Lundgaard
Graves Pedersen Lundgaard (født 18. april 1806 på Lundgård, død 11. november 1868 samme sted) var en dansk gårdejer og medlem af Folketinget 1853-1858.
Lundgaard var søn af gårdejer Peder Pedersen og overtog farens gård, Lundgård i Alstrup Sogn i Vesthimmerland, i 1832. Han var medlem af sogneforstanderskabet fra 1848 til sin død i 1868 og suppleant til amtsrådet i Aalborg Amt 1851-1854. I 1852-1855 var han distriktskommissær i Geert Winthers Brandforskring. Han blev i 1860 dømt for ulovlig omgang med attester.
Han stillede op til folketingsvalgene i Viborg Amts 5. valgkreds (Løvelkredsen) i 1852 og februar 1853 men tabte begge gange. Han stillede ikke ved valget i maj 1853, men han stillede til og vandt suppleringsvalget som blev afholdt 13. december 1853 efter kromand Lars Dalsgaards udtræden af Folketinget. Lundgaard blev genvalgt i Løvelkredsen i 1854 og 1855. Ved folketingsvalgene i 1858 og 1864 stillede han i stedet op i Aalborg Amts 4. valgkreds (Brorstrupkredsen) men tabte begge gange til husmand Anders Nielsen.